# Nelson River
Nelson River er en flod i den nordlige centrale del af Nordamerika, i den Canadiske provins Manitoba. Floden afvander Lake Winnipeg og løber 644 km før den løber ud i Hudson Bay. Den samlede længde, inklusiv Saskatchewan River og Bow River, er 2.575 km, og den har en middelvandføring på 2.370 m³/s, og et afvandingsareal på 1.072.300 km², af hvilke 180.000 km² er i USA.

## Geografi
Nelson River løber fra Lake Winnipeg gennem Playgreen Lake hvofra den deler sig i to kanaler indtil Cross Lake. Den østlige kanal og Jack River løber fra den sydøstlige ende af søen ind gennem Little Playgreen Lake, og videre i nordlig retning hvor den passerer gennem Pipestone Lake på sin vej mod Cross Lake. Den vestlige kanal løber ud af nordenden af Playgreen Lake, til Kiskittogisu Lake og Kiskitto Lake og ud i Cross Lake ved Manitoba Hydro's dæmning og vandkraftværk Jenpeg Generating Station and Dam. Fra Cross Lake løber Nelson River gennem Sipiwesk Lake, Split Lake og Stephens Lake på sin vej mod Hudson Bay.
Da den afvander Lake Winnipeg, er den den sidste del af det store Saskatchewan River-system, samt Red River og Winnipeg River. 
Ud over Lake Winnipeg er dnes primær bifloder Grass River, som afvander et langt område nord for Lake Winnipeg, og Burntwood River, som løber gennem Thompson, Manitoba. 
Floden løber ud i Hudson Bay ved Port Nelson (som nu er fraflyttet), lige nord for Hayes River og York Factory. Andre byer og bebyggelser langs floden er Bird, Sundance, Long Spruce, Gillam, Split Lake, Arnot, Cross Lake, and Norway House.

## Historie
Floden er opkaldt af Sir Thomas Button, en walisisk opdagelsesrejsende fra St. Lythans, Glamorganshire, som overvintrede ved dens udmunding i 1612, efter en kaptajn Robert Nelson som døde der. På den tid kaldte Creefolket som levede langs dens bredder, den for Powinigow eller Powinini-gow, som må have betydet "Den hurtige fremmedes flod". The area was fought over for the fur trade, though the Hayes River, whose mouth is near the Nelson's, became the main route inland.
Fort Nelson, en historisk handelsstation for Hudson's Bay Company, lå ved udmundingen af Nelson River ved Hudson Bay og var et vigtigt handelscenter tidligt i det 18. århundrede. Efter hans afgørende rolle i etableringen af Hudson Bay Company, blev den kendte franske opdagelsesrejsende Pierre Esprit Radisson hoveddirektør ved Fort Nelson under en af hans lange perioder i tjeneste for England. I dag eksisterer Fort Nelson ikke længere, ligesom Port Nelson på den modsatte bred af udmundingen.
Nelson Rivers store volumen gør den velegnet for produktion af vandkraft. Oversvømmelser efter opstemning har ført til bitre stridigheder med First Nations selvom der blev lavet en aftale Northern Flood Agreement i 1970-erne for at afhjælpe skader efter oversvømmelse.